# El Houaita
El Houaita est une commune de la wilaya de Laghouat en Algérie.

## Administration et politique
| Période | Période | Identité         | Étiquette | Qualité |
| ------- | ------- | ---------------- | --------- | ------- |
| 2012    | 2017    | Mohamed Belkacem | RND       | P/APC   |